# Seenchaah-kaiyaah
Seenchaah-kaiyaah (Seelhsow-kaiyaah, Seenchaahdin-kaiyaah, Tsait'ohdin-kaiyaah), banda Eel Wailaki Indijanaca, porodica Athapaskan, u 19 stoljeću nastanjena u Kaliforniji u području Eel Rivera, na sjeveru od McDonald Creeka pa na jug do granice s Yuki Indijancima, koji se prostire do na pola puta između Blue Rock Creeka i Bell Springs Creeka. 
Banda je imala dva sela: Ch'oolhittciik'it i Saahkonteelhdin. Ime Seenchaah-kaiyaah prevodi se kao ' 'stone-big' ' - band'. 